# ローコストアリーナ
ローコストアリーナ（LCアリーナ）とは、JSC株式会社が開発した、半恒久型仮設アリーナである。

## 概要
近年のスポーツ・音楽などのエンターテインメントのマーケット需要は高まりを見せており、2016年に経済産業省とスポーツ庁の合同で発表した「スポーツ産業ビジョンの策定に向けて」という資料では、スポーツ市場は2020年には2016年比2倍、2025年には同3倍にもなると見込まれ、数千人程度収容できるスタジアム・アリーナの建設が求められるが、それらに対応できる適正な規模や立地に沿ったスタジアム・アリーナの建設は限定的であり、困難な状況にある。特に建設費や、完成後の運用負担などから計画に着手できにくいのが問題とされた。
そこで、事業計画から事業採算性を総合的に確保し、低コスト・短期間の工事で本格的なアリーナの建設ができるように、「躯体や基礎の最適化」「建物の軽量・コンパクト化」など、事業内容の身の丈に合わせたアリーナを開設できるようにする工法を研究・開発したものがこの「LCアリーナ」である。通常本格的な3000人収容規模の体育館であれば通常は1年程度の工期がかかるが、LCアリーナはそれが約半年程度で竣工に至ることができる。また、完成後は約50年間使用することができ、老朽化による撤去や建て替え時の再利用も容易とされている。
また1万人以上収容可能な大規模アリーナにも対応できる「Gアリーナ」というシステムもある。特に、大規模なコンサートなどは1万人以上収容規模で行われているほか、国外のスポーツイベントでも同等程度収容のアリーナで開催されていることから、近未来にそれに相当した需要も必要になると考えているが、現状は1万人収容規模のそれは時間を要し、また年間を通して開催される回数もそう多くはないため、アリーナの事業性を考慮して、1万人収容規模の一体型のバージョンと、5000人程度の規模で分割して使用できるやり方の双方にも対応できるように開発され、複数のイベントが同時開催できるようにも十分に対応できる仕組みも取り入れられている
概ねの建築費用・期間は次の通りである。なお工期は設計・調査・許認可で9か月程度かかるが、合計工期はそれを含めている。費用やスケジュールなどは、地域や施工条件などによって異なる
- LCトレーニングアリーナ（1500ｰ3000㎡相当程度）:工費・5－10億円程度、施工・5－6か月（合計15か月）
- 3000人収容規模のLCアリーナ（6000㎡相当程度）：20億円程度、6か月（15か月）
- 5000人収容規模のLCアリーナ（11000㎡相当程度）：35億円程度、7か月（16か月）
- 1万人収容規模のGアリーナ（17000㎡相当程度）：85－95億円程度、12か月（16か月）
- 従来型の5000人収容規模のアリーナ：100-230億円程度、30か月（39か月）

## 施工事例
- VRZONE SHINJUKU（バーチャルリアリティー体感施設）
- アリーナ立川立飛
- 日本財団パラアリーナ